# Josip Angelo Ritig
Josip Angelo Ritig (Ilok, 17. rujna 1905. – Zagreb, 3. kolovoza 1989.) hrvatski književnik i prevoditelj

## Životopis
U Iloku je završio osnovnu školu, u Zagrebu je maturirao. Na Pravnom fakultetu je diplomirao te doktorirao 1929. godine. Od osnivanja Staroslavenskog instituta 1952. godine pa do 1973. godine kad je otišao u mirovinu tajnik je Staroslavenskog instituta u Zagrebu.

## Djela
- Sasvim neobično buđenje[2]
- Ljubav u neboderu, Epoha, Zagreb, 1965.
- Zaustavite zeleni mjesec, Globus, Zagreb, 1979.